# Wallix
Wallix est un éditeur français de logiciels de sécurité informatique fondé en 2003, spécialisé dans la sécurisation des comptes à privilèges (Privileged Account Management).

## Histoire
En 1999 est créée la société IF Research[réf. souhaitée]. Fin 2003, sa filiale Wallix, signe un premier contrat commercial avec le groupe Total pour la fourniture de pare-feu[réf. souhaitée].  
En 2006, Wallix développe en Open source le proxy SSH, outil de gouvernance des accès et de traçabilité[réf. souhaitée]. En 2007, la société crée le logiciel Wallix AdminBastion. 
Entre 2007 et 2018, plusieurs levées de fonds successives ont lieu. En 2015, IF Research est rebaptisée Wallix Group, puis est introduit en Bourse. 
En 2018, des locaux sont ouverts à Boston, Massachusetts (USA) ainsi qu'à Munich (Allemagne)[réf. souhaitée].
En 2019, Wallix rachète la société française Trustelem et la société espagnole Simarks. En 2023, Wallix rachète Kleverware, spécialiste de la gouvernance de l'accès et des identités (IAG),.